# ستيفن لايبوت
ستيفن لايبوت (Stephen John Laybutt) (3 سبتمبر 1977 في ليثغو في أستراليا – يناير 2024)؛ هو لاعب كرة قدم سابق كان يلعب كمدافع. لعب مع منتخب أستراليا لكرة القدم منذ عام 2000.

## وصلات خارجية
- ستيفن لايبوت على موقع رابطة كرة القدم اليابانية للمحترفين (اليابانية)
- ستيفن لايبوت على موقع قاعدة بيانات كرة القدم.إي يو (الإنجليزية)
- ستيفن لايبوت على موقع ناشيونال فوتبول تيمز (الإنجليزية)
- ستيفن لايبوت على موقع Soccerway.com (الإنجليزية)
- ستيفن لايبوت على موقع عالم كرة القدم.نت (الإنجليزية)
- ستيفن لايبوت على موقع أوليمبيديا (الإنجليزية)
- ستيفن لايبوت على موقع اللجنة الأولمبية الأسترالية (الإنجليزية)
- ستيفن لايبوت على موقع GSA (الإنجليزية)